# Klemm Kl 151
Die Klemm Kl 151 war ein von Hanns Klemm und seinem Konstruktionschef Carl Bucher konstruiertes viersitziges Flugzeug, das Anfang der 1940er-Jahre von der Leichtflugzeugbau Klemm GmbH in Holzbauweise gebaut wurde. Sie sollte die aus dem Engpassmaterial Aluminium gefertigte Messerschmitt Bf 108 Taifun ablösen.

## Geschichte
Klemm und Carl Bucher hatten bei einem Besuch im Reichsluftfahrtministerium (RLM) 1940 vom Generalluftzeugmeister Ernst Udet den Auftrag erhalten, schnellstens die Arbeiten am Viersitzer in Holz aufzunehmen, mit dem oben genannten Ziel. Eine der Vorgaben war, dass das von Hand einzuziehende Fahrwerk der Bf 108 auch für das neue Flugzeug zu übernehmen sei. Das machte aber bei dem Aufbau des Klemmflügels erhebliche Schwierigkeiten, die schließlich dadurch umgangen wurden, dass man für die Erprobung zunächst ein festes Fahrwerk vorsah. Ebenso zur schnelleren Fertigstellung wurden sowohl die Tragflächen als auch der Rumpf auf den von der Kl 107 her vorhandenen Kernen in der Klemm-Teilschalenbauweise hergestellt. Da der Rumpf zu kurz war, verlängerte ihn Bucher hinten mit einem angesetzten, geschweißten und mit Blech verkleideten Stahlrohrgerüst, das auch das Spornrad aufnahm. Die Flügel mussten an der Wurzel nach innen verlängert und im Nasenbereich nach vorn gezogen werden, um dort die Kraftstoffbehälter unterzubringen, die den beiden hinteren Sitzen weichen mussten.
Mit der so entstandenen Kl 151 V1, die das Stammkennzeichen TB+QK erhalten hatte, flog der Chefpilot Karl Voy in Böblingen am 10. September 1942 zum ersten Mal. Das Flugzeug wurde von einem Motor Argus As 10 P mit 240 PS angetrieben. Die geplante Weiterentwicklung Kl 151 B, für die ein Argus As 410 mit 355 PS vorgesehen war, wurde nicht mehr gebaut. Am 19. Februar 1943 konnte die V1 zur DVL nach Berlin-Adlershof zur Musterprüfung überführt werden, die am 1. März erfolgreich abgeschlossen war. Das starre Fahrwerk hatte die maßgebenden Luftwaffenleute nachdenklich gemacht, wenn sie an die Schwierigkeiten dachten, mit denen das Fahrwerk der Bf 108 auf den schlechten Feldflugplätzen des Ostens fertigwerden musste. Es wurde daher neben der Ausführung mit dem weiter geforderten Einziehfahrwerk eine zweite mit festem Fahrwerk verlangt. Anstelle des bisher verwendeten Dreibeinfahrwerks erhielt nun die V1 zur Führung der Federbeine auf jeder Seite aus zwei Stahlhalbschalen zusammengeschweißte kräftige Lenker in Y-Form. Damit wurde die weitere Dauererprobung fortgesetzt. Vom Werk wurde das Flugzeug auch als Reisemaschine eingesetzt, bis es im Juli 1944 Bomben zum Opfer fiel.
Die Weiterentwicklung und den Bau der V2 sowie einer eventuellen Serie hatte das RLM inzwischen an die tschechische Firma Zlín gegeben. Für das Einziehfahrwerk war eine Lösung gefunden worden. Fertig gebaut wurde das Flugzeug aber nie.
Nach dem Krieg wurde von Klemm eine Wiederaufnahme des Projekts Kl 151 geplant, die Entscheidung fiel dann jedoch zugunsten der Kl 107 A aus.

## Technische Daten
| Kenngröße             | Daten Kl 151 V1                       |
| --------------------- | ------------------------------------- |
| Besatzung             | 1                                     |
| Passagiere            | 3                                     |
| Länge                 | 9,30 m                                |
| Spannweite            | 11,21 m                               |
| Höhe                  |                                       |
| Flügelfläche          | 20,80 m²                              |
| Flügelstreckung       | 6,0                                   |
| Flächenbelastung      | 72,1 kg/m²                            |
| Leermasse             | 800 kg                                |
| Zuladung              | 700 kg                                |
| max. Startmasse       | 1500 kg                               |
| Höchstgeschwindigkeit | 280 km/h                              |
| Reisegeschwindigkeit  |                                       |
| Dienstgipfelhöhe      |                                       |
| Reichweite            | 1000 km                               |
| Triebwerke            | ein Argus As 10 P mit 240 PS (177 kW) |